# Noite sem Fim
Endless Night (Noite sem Fim, no Brasil e em Portugal) é um romance policial de Agatha Christie, publicado em 1967. A autora considerava-o uma de suas melhores obras e a crítica, a sua última obra-prima.

## Enredo
Mike é um jovem sem emprego fixo, que gosta de viver o momento, sem a obrigação de fazer planos para o futuro. Prefere ser livre. 
Um dia, ele conhece e se apaixona por Ellie Guteman, uma jovem norte-americana, herdeira de uma grande fortuna. Sabendo dos problemas e preconceitos que a diferença social de ambos poderia causar, Ellie pede a sua melhor amiga e acompanhante, Greta, que os ajude a casarem-se, escondidos de sua família controladora. O casamento ocorre, e após a lua de mel no exterior, Ellie precisa lidar com a reação negativa de sua família, que rejeita Mike e demite Greta. Enquanto isso, ela contrata o talentoso arquiteto Santonix, que constrói para o casal uma belíssima casa no Campo do Cigano, o local onde Mike e Ellie se conheceram e pelo qual Mike sempre teve especial fascínio. Ali os dois pretendem viver o seu sonho de amor.
Contudo, o local é supostamente amaldiçoado, e uma velha cigana, a Sra. Lee, faz horríveis previsões para o futuro de Ellie, se ela não for embora. Ignorando os avisos, Ellie e Mike passam a viver na casa de seus sonhos. 
Com o tempo, tudo se transforma em um terrível pesadelo.

## Personagens
- Fenella "Ellie" Guteman
- Michael "Mike" Rogers
- Greta Andersen
- Rudolf Santonix
- Esther Lee
- Claudia Hardcastle
- Andrew Lippincott
- Cora Van Stuyvesant
- Sargento Keene
- Major Phillpot
- Sra. Rogers
- Dr. Shaw
- Stanford Lloyd
- Willian R. Padoe